# Animal Crossing: Pocket Camp
Animal Crossing: Pocket Camp (Japans: どうぶつの森　ポケットキャンプ; Dōbutsu no Mori Pokettokyanpu) is een spin-off van de Animal Crossing computerspelserie. Het spel is in 2017 voor Android en iOS uitgebracht.
Het spel speelt zich af op een kampeerterrein, in tegenstelling tot andere spellen van de Animal Crossing-serie, die voornamelijk in een dorp plaatsvinden.

## Gameplay
Pocket Camp implementeert versimpelde versies van activiteiten die in andere Animal Crossing-spellen mogelijk zijn, om het spel toegankelijker te maken voor gebruik van enkel een aanraakscherm. Terugkerende elementen uit andere Animal Crossing-spellen zijn onder andere: het vangen van vissen en insecten, het verzamelen van vruchten en het verzamelen van schelpen.
Het spel is gericht op de interactie met de niet-speelbare personages. Door met deze personages te praten en bepaalde items (waaronder fruit, vissen en insecten) aan deze personages te geven, kan de speler de relatie tussen het niet-speelbare personage verbeteren. In Pocket Camp wordt het niveau van de relatie tussen de speler en een niet-speelbaar personage weergegeven met een getal, wat voorheen niet het geval was.
Het verkrijgen van meubilair toont gelijkenissen met hoe de speler meubels kan aanpassen in Animal Crossing: New Leaf. Een verschil is dat de benodigde materialen voor het maken van meubels anders zijn dan in New Leaf. Zo heeft de speler in Pocket Camp grondstoffen als katoen en ijzer nodig.